# Mohamed Khalfi Zindine
 (janvier 2012).
Si vous disposez d'ouvrages ou d'articles de référence ou si vous connaissez des sites web de qualité traitant du thème abordé ici, merci de compléter l'article en donnant les références utiles à sa vérifiabilité et en les liant à la section « Notes et références ».
Pour les articles homonymes, voir Khalfi.
Mohamed Khalfi Zindin (en arabe : محمد خلفى الزندين), né en 1936 à Bni Yakhlef, est un footballeur marocain qui évoluait au poste de gardien de but au Raja Club Athletic.